# Randtoppen
Der Rustadkollen (norwegisch für Randgipfel) ist ein 645 m hoher Hügel oder Felsvorsprung auf der subantarktischen Bouvetinsel im Südatlantik. Er ragt nordöstlich des Lykketoppen am südwestlichen Rand des Slakhallet auf.
Wissenschaftler des Norwegischen Polarinstituts benannten ihn 1985.